# العلاقات الآيسلندية التونسية
العلاقات الآيسلندية التونسية هي العلاقات الثنائية التي تجمع بين آيسلندا وتونس.

## مقارنة بين البلدين
هذه مقارنة عامة ومرجعية للدولتين:
| وجه المقارنة                                              | آيسلندا          | تونس                                       |
| --------------------------------------------------------- | ---------------- | ------------------------------------------ |
| المساحة (كم2)                                             | 103.00 ألف       | 163.61 ألف                                 |
| عدد السكان (نسمة)                                         | 317.35 ألف       | 11.53 مليون                                |
| الكثافة السكانية (ن./كم²)                                 | 3.08             | 70.47                                      |
| العاصمة                                                   | ريكيافيك         | تونس                                       |
| اللغة الرسمية                                             | اللغة الآيسلندية | اللغة العربية                              |
| العملة                                                    | كرونة آيسلندية   | دينار تونسي                                |
| الناتج المحلي الإجمالي (بليون دولار)                      | 23.91 مليار      | 40.26 مليار                                |
| الناتج المحلي الإجمالي (تعادل القوة الشرائية) بليون دولار | 15.79 مليار      | 129.05 مليار                               |
| الناتج المحلي الإجمالي الاسمي للفرد دولار أمريكي          | 50.17 ألف        | 3.87 ألف                                   |
| الناتج المحلي الإجمالي للفرد دولار أمريكي                 | 46.55 ألف        | 11.44 ألف                                  |
| مؤشر التنمية البشرية                                      | 0.899            | 0.721                                      |
| رمز المكالمات الدولي                                      | +354             | +216                                       |
| رمز الإنترنت                                              | .is              | .tn                                        |
| المنطقة الزمنية                                           | 00، أوروبا/لندن ‏ | ت ع م+01:00، توقيت وسط أوروبا، ت ع م+02:00 |

## منظمات دولية مشتركة
يشترك البلدان في عضوية مجموعة من المنظمات الدولية، منها:
| علم المنظمة | اسم المنظمة                               | تاريخ انضمام آيسلندا | تاريخ انضمام تونس |
| ----------- | ----------------------------------------- | -------------------- | ----------------- |
|             | يونسكو                                    | 8 يونيو 1964         | 8 نوفمبر 1956     |
|             | الفريق المعني برصد الأرض                  | ?                    | ?                 |
|             | مؤسسة التمويل الدولية                     | 20 يوليو 1956        | 25 يوليو 1962     |
|             | المركز الدولي لتسوية المنازعات الاستشارية | 14 أكتوبر 1966       | 14 أكتوبر 1966    |
|             | منظمة حظر الأسلحة الكيميائية              | ?                    | ?                 |
|             | مؤسسة التنمية الدولية                     | 19 مايو 1961         | 30 ديسمبر 1960    |
|             | منظمة التجارة العالمية                    | ?                    | ?                 |
|             | وكالة ضمان الاستثمار متعدد الأطراف        | 25 سبتمبر 1998       | 7 يونيو 1988      |
|             | الاتحاد البريدي العالمي                   | ?                    | ?                 |
|             | منظمة الشرطة الجنائية الدولية             | ?                    | ?                 |
|             | الأمم المتحدة                             | 19 نوفمبر 1946       | 12 نوفمبر 1956    |
|             | الاتحاد الدولي للاتصالات                  | 1 أكتوبر 1906        | 14 ديسمبر 1956    |
|             | البنك الدولي للإنشاء والتعمير             | 27 ديسمبر 1945       | 14 أبريل 1958     |
|             | المنظمة الهيدروغرافية الدولية             | ?                    | ?                 |

## أعلام
هذه قائمة لبعض الشخصيات التي تربطها علاقات بالبلدين:
- الأزهر بوعوني (سياسي من تونس، 2 أبريل 1948 – 14 أكتوبر 2017)

## وصلات خارجية
- موقع وزارة الخارجية الآيسلندية
- موقع وزارة الخارجية التونسية